# Parochthiphila lucidifrons
Parochthiphila lucidifrons är en tvåvingeart som beskrevs av Tanasijtshuk 1976. Parochthiphila lucidifrons ingår i släktet Parochthiphila och familjen markflugor. Inga underarter finns listade i Catalogue of Life.